# Insulele SSS

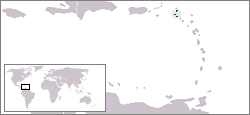
Poziția Insulelor SSS din Caraibe, de sus în jos: Saint Martin, Saba și Sint Eustatius

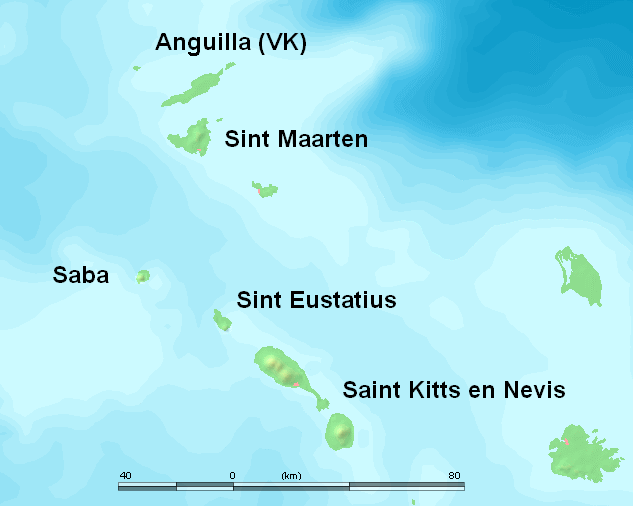
Insulele SSS din Marea Caraibelor

Insulele SSS  reprezintă un acronim care se referă la trei teritorii insulare în Antilele Mici, care sunt sub suveranitate olandeză:
1. Saba
2. Sint Eustatius
3. Sint Maarten

Sint Maarten este o țară constituentă a Regatului Olandei și ocupă jumătatea sudică a Insulei Saint Martin (jumătatea de nord   este  Comunitatea franceză din Saint Martin). Insulele Saba și Sint Eustatius sunt unități teritoriale ale Olandei.
Acronimul este analog cu Insulele ABC, formate din Aruba, Bonaire și Curaçao, și Insulele BES, constând din Bonaire, Sint Eustatius și Saba, ambele făcând parte din Regatul Olandei. Toate cele șase insule făceau parte din Antilele Olandeze.

## Istoria
Insula Saint Martin a fost împărțită între Olanda și Franța în 1648. Partea olandeză a devenit o singură colonie olandeză în 1818 ca Sint Eustatius și Dependențe, când Franța și-a retrocedat posesiunile după Războaiele Napoleoniene. Această colonie a fuzionat în 1828 cu coloniile Curaçao și Dependențe (Insulele ABC) și Surinam, cu capitala la Paramaribo. Când această unificare a fost parțial anulată în anul 1845, partea olandeză a Insulelor SSS a devenit parte din Curaçao și Dependențele cu Willemstad drept capitală. Această colonie a devenit Antilele Olandeze, în 1952. Partea olandeză a Insulelor SSS au format inițial o singură diviziune administrativă (în eilandgebied principala diviziune administrativă din Antilele Olandeze, guvernată de un consiliu insular) Insulele Sub Vânt (neerlandeză de Bovenwindse eilanden) până în 1983.

## A se vedea, de asemenea
- Insulele ABC
- Insulele BES